# Roger Capelle
Roger Capelle (1922.) je bivši francuski hokejaš na travi.
Na hokejaškom turniru na Olimpijskim igrama 1952. u Helsinkiju je igrao za Francusku, koja je ispala u četvrtzavršnici. 

## Vanjske poveznice
- Profil na Sports Reference.com  Arhivirana inačica izvorne stranice od 14. prosinca 2012. (Wayback Machine)